# Eloeophila trimaculata
Eloeophila trimaculata là một loài ruồi trong họ Limoniidae. Chúng phân bố ở miền Cổ bắc.